# Région économique d'Apchéron-Khizi
La région économique d'Apchéron-Khizi (en azéri : Abşeron-Xızı iqtisadi rayonu) est l'une des quatorze régions économiques de l'Azerbaïdjan. Elle comprend les raïons d'Apchéron, Khizi et la ville de Sumqayıt.

## Histoire
La région économique a été créée par le décret du président de l'Azerbaïdjan du 7 juillet 2021 « sur la nouvelle division des régions économiques de la république d'Azerbaïdjan ».

## Géographie
La superficie totale de la région économique est de 3 340 km2, soit 3,8 % du territoire national.

## Démographie
En 2021, la population est estimée à 563 100 habitants.